# Robert Mnich
Robert Mnich (kolem 1055 Remeš – 23. srpna 1122) byl středověký mnich a jeden z kronikářů první křížové výpravy. Sám se sice výpravy nezúčastnil, ale přepsal Gesta Francorum na žádost svého opata, který považoval jejich styl za příliš „rustikální“.